# Oratorio di San Domenico (Carenno)
L'Oratorio di San Domenico, detto anche "Chiesina dei morti", è situato a Carenno, in Lombardia, in Provincia di Lecco, nella Valle San Martino. Si trova a 670 metri di altitudine nella località detta "Valle dei morti".

## Storia

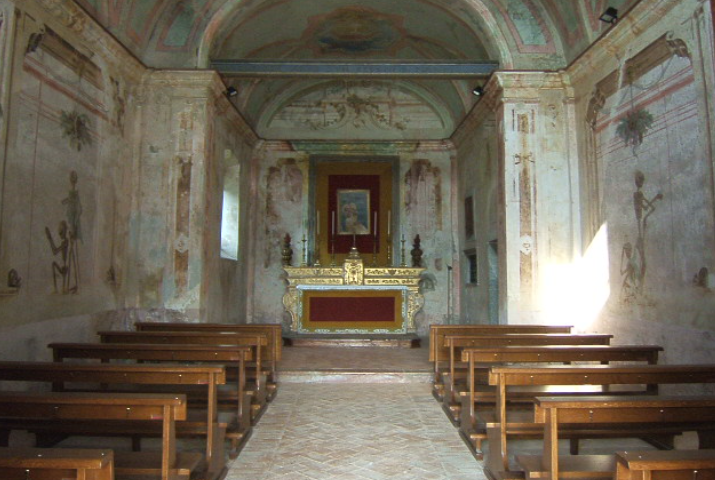
L'interno dell'oratorio

La chiesina venne edificata, a ricordo delle vittime della pestilenza del 1630, tra il 1724 e il 1730, forse al di sopra di un precedente luogo di culto poi trasformato in ossario. Nei pressi dell'oratorio, infatti, si suppone che fossero stati seppelliti i carennesi morti a seguito della peste, al di fuori del centro abitato come avveniva per questioni igieniche e di salute pubblica.
L'edificio venne benedetto nel 1730 dall'allora curato di Rossino, Giovanni Battista Mazzoleni.

## Descrizione
L'oratorio è situato alla sommità di una gradinata e in facciata è caratterizzato da un profondo pronao a serliana. L'interno è costituito da una sola navata con volta a botte e abside quadrangolare.
Molto particolare è la decorazione pittorica dell'edificio, un unicum nel territorio della Valle San Martino: sulle pareti sono infatti raffigurati scheletri e cornici con simboli della morte che vogliono rappresentare Vizi e Virtù. In ogni riquadro sono presenti due scheletri, uno con un mantello verde a simboleggiare una delle Virtù cardinali e l'altro invece a rappresentare il Vizio contrapposto.